# Barbara Hanawalt
Barbara Ann Hanawalt (* 4. März 1941 in New Brunswick, New Jersey) ist eine amerikanische Historikerin.

## Leben und Wirken
Hanawalts Mutter war Grundschullehrerin und der Vater Professor für Philosophie. Sie legte ihren Bachelor 1963 am Douglas College der Rutgers University ab. Ein Jahr später folgte der Master an der University of Michigan. Sie wurde von Sylvia Thrupp angeregt, über Kriminalität im England des 14. Jahrhunderts zu arbeiten. Für eine bessere Kenntnis über das Rechtssystem sowie über die wirtschaftlichen und sozialen Bedingungen hatte sie von 1967 bis 1969 einen zweijährigen Forschungsaufenthalt in England. Sie wurde 1970 promoviert (Ph.D.) an der University of Michigan. Nach verschiedenen Lehrtätigkeiten unter anderem an der University of Southern California und der University of Oregon erhielt sie 1974 eine Berufung an die Indiana University und lehrte dort bis 1987. In den Jahren 1985 und 1986 und noch einmal von 1988 bis 1989 war sie für Archivstudien in London. Sie wurde 1987 Professorin an der Universität von Minnesota. Dort wurde sie für sechs Jahre Leiterin der Medieval Studies. Zwischen 1990 und 1991 war sie am Wissenschaftskolleg zu Berlin tätig. Von 1999 bis zu ihrer Emeritierung hatte sie den Lehrstuhl King George III für britische Geschichte an der Ohio State University inne. Dort war sie zwei Jahre lang Direktorin des Center for Medieval and Renaissance Studies.
Ihr Forschungsschwerpunkt ist die Sozialgeschichte im mittelalterlichen England. Sie veröffentlichte eine umfassende Studie über die Kriminalität in England zwischen 1300 und 1348. Das gesteigerte Interesse an der Frauengeschichte veranlasste sie auch einen Artikel über Verbrecherinnen zu schreiben. Im Jahr 1986 erschien von ihr eine Studie zu den bäuerlichen Familien im mittelalterlichen England. In einer 2017 veröffentlichten Monographie untersuchte sie die Bedeutung von Ritualen und sozialen Praktiken am Beispiel des spätmittelalterlichen Londons.
Für ihre Forschungen wurden Hanawalt zahlreiche wissenschaftliche Ehrungen und Mitgliedschaften zugesprochen. Sie ist Mitglied der Medieval Academy of America, Royal Historical Society (seit 1994) und der Society of Antiquaries of London (seit 2008). Sie war Präsidentin der Social Science History Association und von 2004 bis 2005 Präsidentin der Medieval Academy of America.
Sie war bis zu dessen Tod im Jahr 2020 in zweiter Ehe mit Ronald Giere verheiratet.

## Schriften (Auswahl)
- Crime and conflict in English communities. 1300–1348. Harvard University Press, Cambridge u. a. 1979, ISBN 0-674-17580-8.
- The ties that bound. Peasant families in medieval England. Oxford University Press, New York u. a. 1986, ISBN 0-19-503649-2.
- Growing up in medieval London : the experience of childhood in history. Oxford University Press, New York u. a. 1993, ISBN 0-19-508405-5.
- The Wealth of Wives. Women, Law, and Economy in Late Medieval London. Oxford University Press, New York u. a. 2007, ISBN 0-19-531175-2.
- Ceremony and Civility. Civic Culture in Late Medieval London. Oxford University Press, Oxford 2017, ISBN 978-0-19-049040-9.